# Digama malgassica
Digama malgassica là một loài bướm đêm thuộc họ Erebidae. Nó được tìm thấy ở Madagascar.